# Văn hóa Đan Mạch
Văn hóa Đan Mạch có một di sản kiến thức và nghệ thuật phong phú. Các khám phá thiên văn của Tycho Brahe (1546–1601), Ludwig A. Colding (1815–1888) đã khớp nối định luật bảo toàn năng lượng, và những đóng góp đến vật lý nguyên tử của Niels Bohr (1885–1962); trong thế kỷ này Lene Vestergaard Hau (sinh năm 1959) nghiên cứu về vật lý lượng tử liên quan đến sự dừng ánh sáng, phát triển về công nghệ nano, và đóng góp đến khí ngưng tụ Bose-Einstein, chứng tỏ phạm vi thành tựu khoa học của Đan Mạch. Những truyện cổ tích của Hans Christian Andersen (1805–1875), những bài viết triết học của Søren Kierkegaard (1813–1855), những truyện ngắn của Karen Blixen, penname Isak Dinesen, (1885–1962), nhũng vở kịch của Ludvig Holberg (1684–1754), các tác giả thời hiện đại như Herman Bang và Nobel laureate Henrik Pontoppidan và thơ của Piet Hein (1905–1996), đã đạt được công nhận quốc tế, cũng như hòa nhạc của Carl Nielsen (1865–1931). Từ giữa những năm 1990, phim Đan Mạch đã thu hút được chú ý quốc tế, đặc biệt là những thứ gắn liền với Dogme 95 như Lars Von Trier. Đan Mạch có một truyền thống làm phim lớn mạnh và Carl Theodor Dreyer đã được công nhận là một trong những đạo diễn phim xuất sắc nhất thế giới.
Văn hóa và nghệ thuật phát triển là kết quả của lượng trợ cấp lớn từ chính phủ, nhiều phần trong đó được quản lý bởi chính quyền địa phương để tác động trực tiếp đến người dân. Nhờ có hệ thống trợ cấp, nghệ sĩ người Đan Mạch có thể cống hiến công trình cho bảo tàng, nhà hát và viện phim cũng nhận được hỗ quốc gia.
Thủ đô Copenhagen có nhiều địa điểm và thắng cảnh nổi tiếng, bao gồm Vườn Tivoli, cung điện Amalienborg (nhà của quân chủ Đan Mạch), cung điện Christiansborg, nhà thờ lớn Copenhagen, Lâu đài Rosenborg, nhà hát opera Copenhagen, nhà thờ Frederik, bảo tàng Thorvaldsens, Rundetårn, Nyhavn và tượng nàng tiên cá.

## Hygge
Giống với các văn hóa Scandinavia khác, một khía cạnh cơ bản của văn hóa Đan Mạch là "hygge". Hygge, nghĩa là "ấm cúng"; một khái niệm tạo ra "sự ấm cúng", đặc biệt khi đang thư giãn với bạn tốt hoặc những người mình yêu quý và tận hưởng đồ ăn ngon. Giáng Sinh là thời điểm thực sự hygge, như khi đang nướng pølse (xúc xích Đan Mạch) và uống bia vào một buổi tối mùa hè. Người ta nghi ngờ khái niệm Hygge là một phần khiến người Đan Mạch và những người Scandinavia giành điểm cao trên bảng xếp hạng hạnh phúc.

### Giáng Sinh Đan Mạch

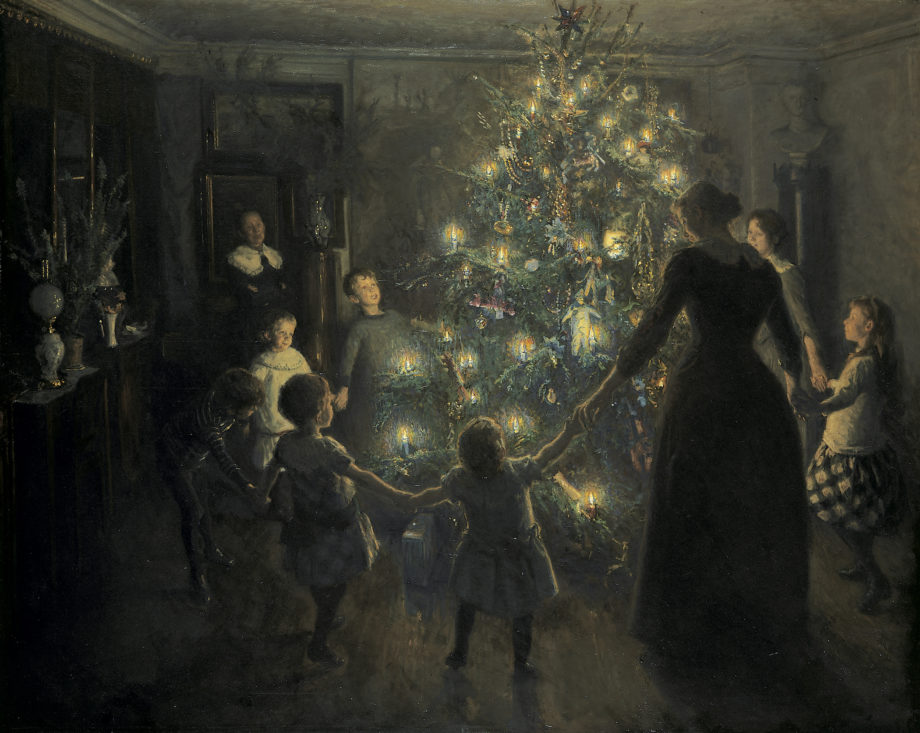
Viggo Johansen: Giáng Sinh vui vẻ (1891)

Từ tiếng Đan Mạch cho lễ Giáng Sinh là Jul, bắt nguồn từ tiếng Bắc Âu cổ jól.
Lễ giữa đông là một phần quan trọng của văn hóa Scandinavian kể từ thời tiền lịch sử, và thuật ngữ này còn tồn tại để đề cập đến "Giáng Sinh" sau Công giáo hóa. Trong nhiều nước Giáng Sinh được tổ chức vào ngày 25 tháng 12, nhưng ở Đan Mạch và các nước Bắc Âu khác, ngày kỷ niệm quan trọng nhất là ngày 24 khi cả gia đình tụ họp. Mọi người có thể làm các việc khác nhau vào buổi sáng nhưng thường là chuẩn bị cho buổi tối.
Juleaften (tiếng Đan Mạch cho đêm Giáng Sinh) bắt đầu vào khảong 6 giờ tối khi bữa tối truyền thống (Julemiddag) bắt đầu. Thực đơn gồm:
- Khoai tây trắng và nâu, bắp cải đỏ và xốt nâu kèm với một hoặc nhiều hơn trong số: vịt quay hoặc ngỗng, một phiên bản lợn quay đặc biệt của Đan Mạch gọi là flæskesteg lợn medisterpølse. "Khoai tây trắng" là khoai tây luộc không vỏ và "khoai tây nâu" là khoai tây trắng caramen hóa.
- Đối với món tráng miệng, Ris á la mande được đưa lên. Nó được làm từ gạo, nhưng không giống như pudding gạo. Khác biệt chính là whipped cream thêm vào gạo. Khi ăn,hạnh nhân thái và vani có thể được thêm vào, cùng với các thứ khác. Nó được dùng lạnh, với xốt anh đào nóng. Một quả hạnh không thái cũng có thể được giấu bên trong món này. Người tìm ra nó trong khẩu phần của mình sẽ được một phần thưởng nhỏ.

Sau đó, nến trên cây thông Noel được thắp lên và gia đình nhảy xung quanh nó và hát các bài hát Noel và tiếp theo là trao đổi quà.

## Văn hóa dân gian

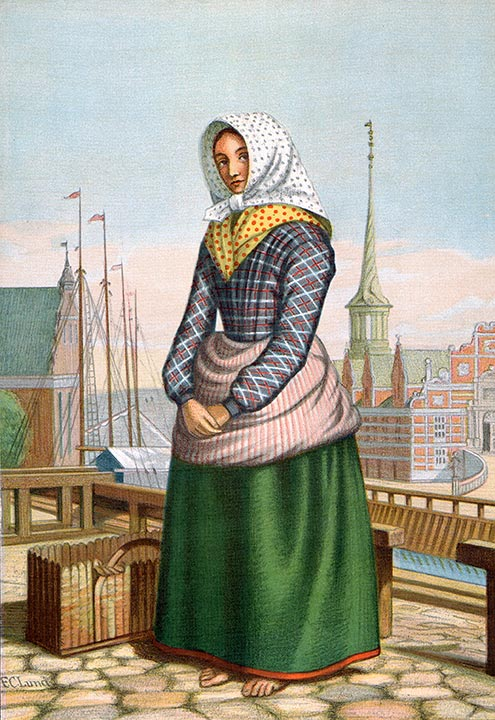
Frederik Christian Lund: Cô gái từ Skovshoved

Văn hóa dân gian Đan Mạch được tạo thành từ truyện dân gian, truyền thuyết, bài hát, âm nhạc, khiêu vũ, mê tín và truyền thống, hầu hết được truyền nhau bởi người dân tại các thị trấn và làng trên khắp cả nước. Nhiều trong số đó được truyền từ thế hệ này sang thế hệ khác bằng cách truyền miệng. Cũng giống như ở các nước láng giềng, sự quan tâm đến văn hóa dân gian phát triển với một cảm giác mới mẻ của sự nhận thức quốc gia trong thế kỷ 19 tại Đan Mạch. Các nhà nghiên cứu đã đi khắp đất nước để thu thập vô số các tác phẩm văn học dân gian, bài hát và tục ngữ và quan sát trang phục truyền thống tại các vùng khác nhau. Văn hóa ngày nay là một phần của di sản quốc gia, được thể hiện cụ thể bởi truyền thống quốc gia và địa phương, các bài hát, điệu nhảy dân gian và văn học.
Các điệu nhảy dân gian ngày nay ở Đan Mạch có niên đại từ đầu thế kỷ 20, khi sự quan tâm đến di sản quốc gia được đổi mới. Một số nhóm bắt đầu khôi phục âm nhạc, điệu nhảy và trang phục của thế hệ trước. Năm 1901, Hội Phát triển Điệu nhảy dân gian Đan Mạch (Foreningen til Folkedansens Fremme) được thành lập tại Copenhagen, tạo nên các cộng đồng nhảy khắp cả nước. Ngày nay có hơn 12.000 người khiêu vũ dân gian tại 219 câu lạc bộ địa phương, cung cấp các khóa học âm nhạc, khiêu vũ.
Trang phục truyền thống của Đan Mạch thay đổi theo vùng, bắt nguồn từ khoảng thời gian khoảng từ năm 1750 đến năm 1900 khi quần áo thường được làm tại nhà từ sợi len hoặc lanh. Tại các cộng đồng nông thôn, việc chế tạo hàng may mặc cho cả các thành viên trong gia đình và người ở là một phần quan trọng của cuộc sống hàng ngày. Nghệ sĩ Frederik Christian Lund, người đã đi khắp Đan Mạch làm một người lính trong chiến tranh Schleswig thứ nhất, có sở thích phác họa con người trong các trang phục tại nhiều vùng trong nước. Ông hoàn thành bộ sưu tập 31 bản phác họa có màu năm 1864, xuất bản chúng dưới dạng bản in màu trong Danske Nationaldragter (Trang phục Quốc gia Đan Mạch).
Nhiều câu truyện dân gian Đan Mạch bao gồm nhiều nhân vật thần thoại như Danishtroll, elf, yêu tinh và wight cũng như các nhân vật từ Thần thoại Bắc Âu như người khổng lồ và lygtemænd (ma trơi). Nisse là một nhân vật trong truyền thuyết đặc biệt nổi tiếng trong văn háo dân gian Đan Mạch, rõ ràng có nguồn gốc từ thời tiền Công giáo khi người ta tin nó là thần giữ nhà. Theo truyền thống mỗi trang trại có nisse của riêng mình sống tại chuồng bò hoặc kho lúa. Mặc đồ màu xám với mũ đỏ, ông ấy không cao hơn một đứa trẻ mười tuổi. Nisse sẽ trở nên hữu ích nếu được đối xử tử tế, ví dụ cung cấp cho ông ấy một bát cháo với bơ vào buổi tối, nhưng nếu không đối xử tử tế, ông ấy có thể trở nên rắc rối và xấu tính.
Tại Đan Mạch, trẻ em có thể ngủ trên nôi ngoài và vỉa hè một mình mà không sợ bị bắt cóc.

## Ẩm thực

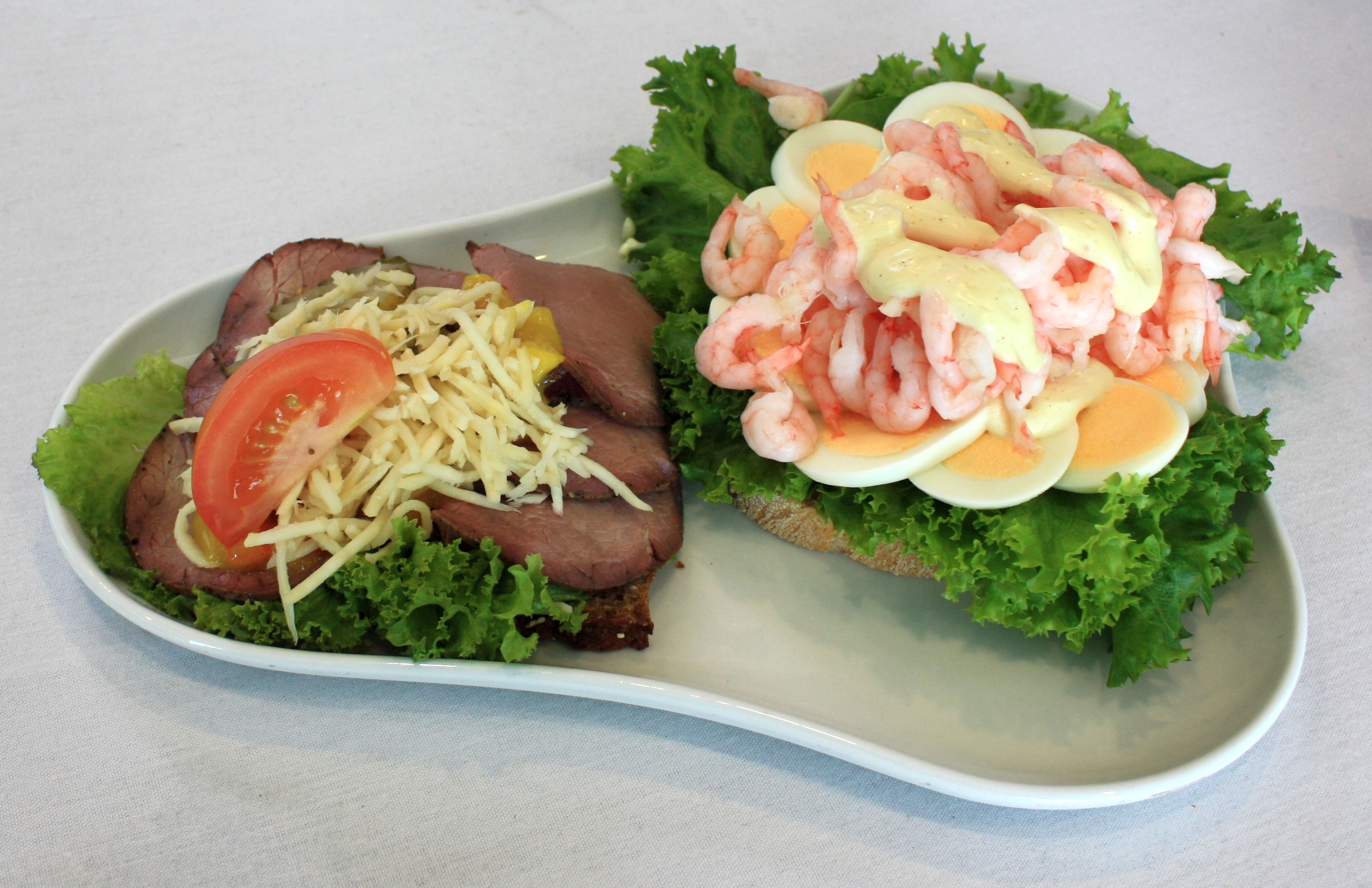
Smørrebrød (bánh kẹp mở), Trái: Bò nướng với remoulade, củ cải ngựa nạo và cà chua trên bánh mì đen Đan Mạch. Phải: Trứng, tôm, chanh và mayonnaise trên bánh mì trắng.

Có lẽ thành phần điển hình nhất tạo nên các bữa ăn của người Đan Mạch trong ngày là bữa trưa truyền thống hay smørrebrød bao gồm bánh kẹp mở, thường đặt trên rugbrød thái mỏng. Bữa ăn bắt đầu với cá như là cá trích ướp, lươn hun khói, cua hoặc cá bwon sao tẩm bột phi lê với remoulade và tiếp theo là các lát lợn hoặc bò nướng, frikadeller (thịt viên), giăm bông và pâté gan. Bánh kẹp được trang trí nhiều với hành tây, cải củ, dưa chuột, cà chau thái, mùi tàu, remoulade và mayonnaise. Bữa ăn thường đi kèm với bia, đôi khi với vài ngụm snaps hoặc akvavit rất lạnh.
Vào buổi tối, người ta ăn đồ nóng. Các món truyền thống bao gồm cá rán, lợn nướng với bắp cải tím (có lẽ là món ăn quốc gia), gà nướng bằng nồi hoặc thịt lợn chặt. Thịt thú săn đôi khi phổ biến vào mùa thu. Steak cũng đang trở nên phổ biến hơn.
Một loại doughnut bánh kếp phổ biến được chiên trong bơ trong một loại chảo đặc biệt và được dùng nóng với mứt và đường. Các món tráng miệng truyền thống của Đan Mạch, đặc biệt là vào dịp Giáng Sinh, bao gồm æbleskiver, thường nhỏ, chúng được làm với các miếng táo nhỏ ở giữa nên được gọi là æbleskiver, nghĩa đen là "táo thái".

## Thể thao
Thể thao phổ biến ở Đan Mạch, người dân tham gia và xem nhiều môn thể thao đa dạng. Môn thể thao quốc gia tại Đan Mạch là bóng đá. Đội tuyển bóng đá quốc gia Đan Mạch với kết quả nổi bật nhất là lọt vào vòng chung kết Giải vô địch bóng đá châu Âu sáu lần liên tiếp (1984–2004) và vô địch Giải vô địch bóng đá châu Âu 1992. Các thành tựu nổi bật khác bao gồm chiến thắng Cúp Liên đoàn các châu lục năm 1995 và vào tứ kết Giải bóng đá vô địch thế giới 1998.
Rất nhiều bãi biển và khu nghỉ dưỡng ở Đan Mạch là địa điểm phổ biến để câu cá, trèo thuyền, trèo thuyền kayak và nhiều môn thể thao nước khác.
Về đấu xe máy, Đan Mạch đã chiến thắng một số giải đấu thế giới, bao gồm Giải đau cao tốc thế giới năm 2006 và 2008. Các môn thể thao khác bao gồm golf, hầu như là với người lớn tuổi; tennis, môn mà Đan Mạch đã đạt đến trình độ chuyên nghiệp; Rugby Union Đan Mạch bắt đầu từ năm 1950; và các môn thể thao trong nhà như cầu lông, bóng ném và các hình thức thể dục dụng cụ.
Tính đến  tháng 1 năm 2012, đội bóng ném quốc gia Đan Mạch là đội đứng đầu các giải đấu châu Âu và là đội có nhiều huy chương nhất trong lịch sử giải đấu châu Âu dành cho nam với tổng cộng năm huy chương, bao gồm hai huy chương vàng (2008, 2012), và ba huy chương đồng(2002, 2004 & 2006).
Và năm 2016 đội bóng ném Đan Mạch giành huy chương vàng cho nam tại olympic Rio.

### Đạp xe

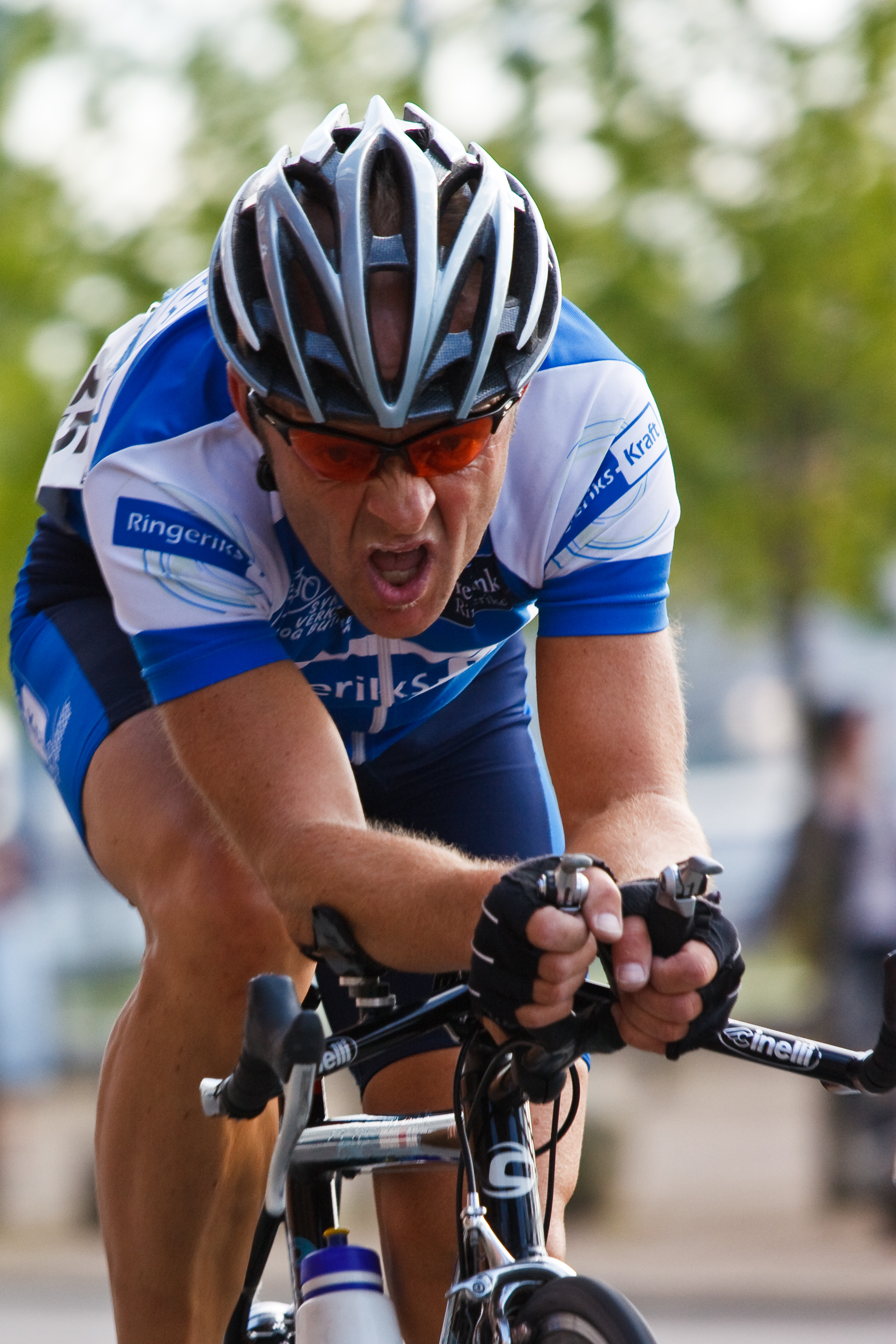
Đạp xe tại Copenhagen World Outgames

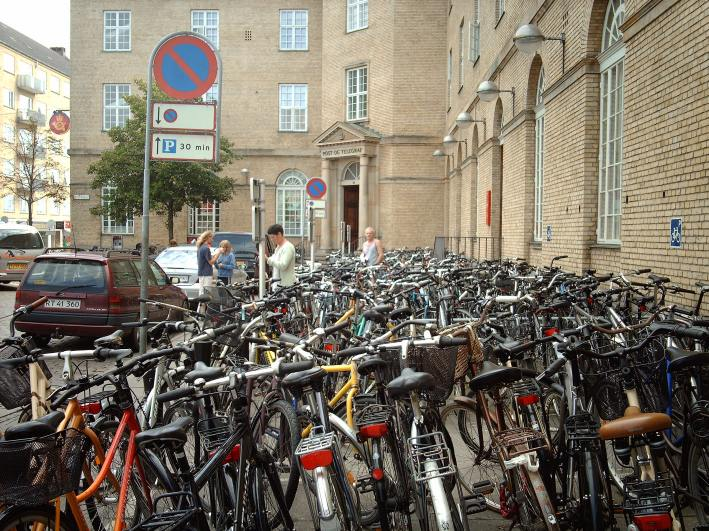
Xe đạp đỗ tại trung tâm của Aarhus

Trong các năm gần đây. Đan Mạch đã trở thành một quốc gia mạnh về xe đạp, trong đó Bjarne Riis từng vô địch Tour de France năm 1996, và Michael Rasmussen đạt danh hiệu Vua leo núi năm 2005 và 2006.
Hầu hết người Đan Mạch là những vận động viên đạp xe năng động, thường sử dụng xe đạp của họ để di chuyển đến nơi làm việc hoặc cho các chuyến đi vào cuối tuần. Với hệ thống đường xe đạp hợp lý, Copenhagen là thành phố đặc biệt thích hợp cho đạp xe. Mỗi ngày tất cả người dân tại thành phố này đạp xe tổng cộng 1,3 triệu km, với khoảng 36% dân số đi làm, tới trường bằng xe đạp. Đạp xe được biết đến là một cách rẻ hơn, thân thiện với môi trường hơn, có lợi cho sức khỏe hớn và thường là nhanh hơn các phương tiện công cộng hoặc ô tô và vì thế số người di chuyển bằng xe đạp lên đến 40% năm 2012 và 50% năm 2015.
Odense đã được xướng tên là "thành phố xe đạp của năm" bởi số lượng đường cho xe đạp rất lớn tại thành phố này. Có một mạng lưới hoàn chỉnh dài 350 km thích hợp mọi thời tiết tại thị trấn này.
Trong những tháng hè, có "Xe đạp công cộng Thành phố" tại nhiều điểm khác nhau trong trung tâm thành phố Copenhagen, Aarhus và Aalborg. Ý tưởng là bất cứ ai đều có thể lấy xe từ một điểm, đạp đến một điểm khác và để lại đó cho người tiếp theo. Có rất nhiều đường xe đạp quốc gia và vùng mièn tại Đan Mạch. Chúng đều được đánh dấu và bao gồm những khu vực nghỉ với ghế và những thứ cần thiết khác.

## Nghệ thuật

### Mỹ thuật

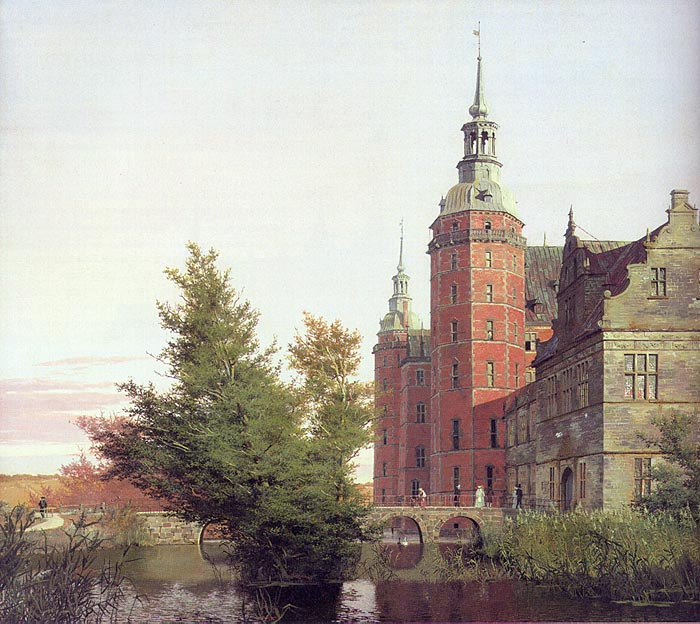
Lâu đài Frederiksborg bởi Christen Købke, 1836

Mỹ thuật Đan Mạch có từ hàng trăm năm trước. Các công trình cổ xuất hiện ở nhà thờ, ví dụ bao gồm các bích họa như là của nghệ sĩ thế kỷ 16 được biết đến là Elmelunde Master. Nhưng mãi đến thế kỷ 19 thời hoàn kim của mỹ thuật Đan Mạch mới hòa vào những công trình nghệ thuật Đan Mạch lấy cảm hứng từ chính quốc gia này cùng lối sống và truyền thống tại đây. Christoffer Wilhelm Eckersberg đã tạo ảnh hưởng quan trọng đến việc nghiên cứu thiên nhiên của thế hệ sau, khi mà vẽ tranh thiên nhiên thịnh hành. Ông ấy có nhiều học sinh thành công, bao gồm Wilhelm Bendz (1804–1832), Christen Købke (1810–48), Martinus Rørbye (1803–1848), Constantin Hansen (1804–1880), Jørgen Roed (1808–1888), Wilhelm Marstrand (1810–1873), C. A. Jensen (1792–1870), J. Th. Lundbye (1818–1848), và P. C. Skovgaard (1817–1875).

### Điêu khắc
xxxxnhỏ|Tượng nàng tiên cá tại Copenhagen
Điêu khắc Đan Mạch là một hình thức nghệ thuật được công nhận cấp quốc gia có niên đại từ năm 1752 khi Jacques Saly được ủy nhiệm để giết vua Frederick V của Đan Mạch khi đang ngồi trên lưng ngựa. Trong khi Bertel Thorvaldsen (1770–1844) chắc chắn là người có cống hiến rõ rệt nhất trong thời của ông ấy, nhiều nhà điêu khắc cũng sản xuất ra những công trình nổi bật về điêu khắc Tân cổ điển, chủ nghĩa thực tế, chủ nghĩa lịch sử, và sau đó tạo nên bản sắc quốc gia. Từ thời hiện đại, nhiều công trình nổi bật của chủ nghĩa siêu thực và chủ nghĩa hiện đại đã được tạo ra, lấy cảm hứng từ xu hướng châu Âu, đặc biệt là từ Paris. Những nhà điêu khắc nổi tiếng hiện tại bao gồm Michael Kvium, Hein Heinsen và Bjørn Nørgaard, lĩnh vực này có rất nhiều người có nhiều tiềm năng và trở nên rất đa dạng.

### Văn học

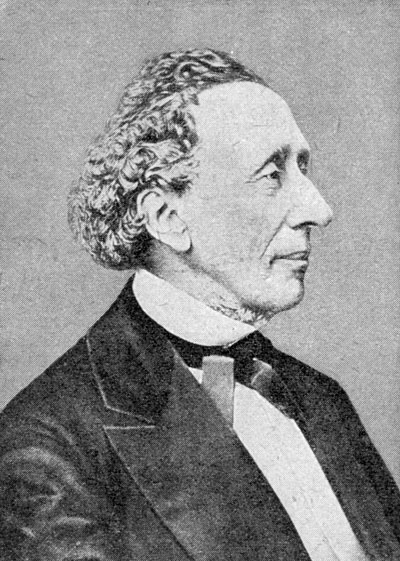
Hans Christian Andersen

Người đóng góp chính cho văn học Đan Mạch chắc chắn là Hans Christian Andersen (1805–1875) với truyện cổ tích của ông, nhà triết học Søren Kierkegaard (1813–1855), người kể truyện Karen Blixen (1885–1962), người viết kịch Ludvig Holberg (1684–1754), và các tác giả hiện đại như Henrik Pontoppidan và Herman Bang.
Trong các tác giả Đan Mạch ngày nay, có lẽ người nổi tiếng nhất với độc giả quốc tế là Peter Høeg (Smilla's Sense of Snow; Borderliners). Benny Andersen viết thơ, truyện ngắn và nhạc. Klaus Rifbjerg đã xuất bản hơn 100 tiểu thuyết cũng như thơ, truyện ngắn và kịch trên TV. Hai trong số các công trình của ông đã được dịch sang tiếng Anh: Nhân chứng về tương lai và Chiến tranh. Tiểu thuyết Đứa bé của Kirsten Thorup, chiến thắng giải Pegasus 1980, được xuất bản sang tiếng Anh bởi nhà in đại học Louisiana.

### Kiến trúc

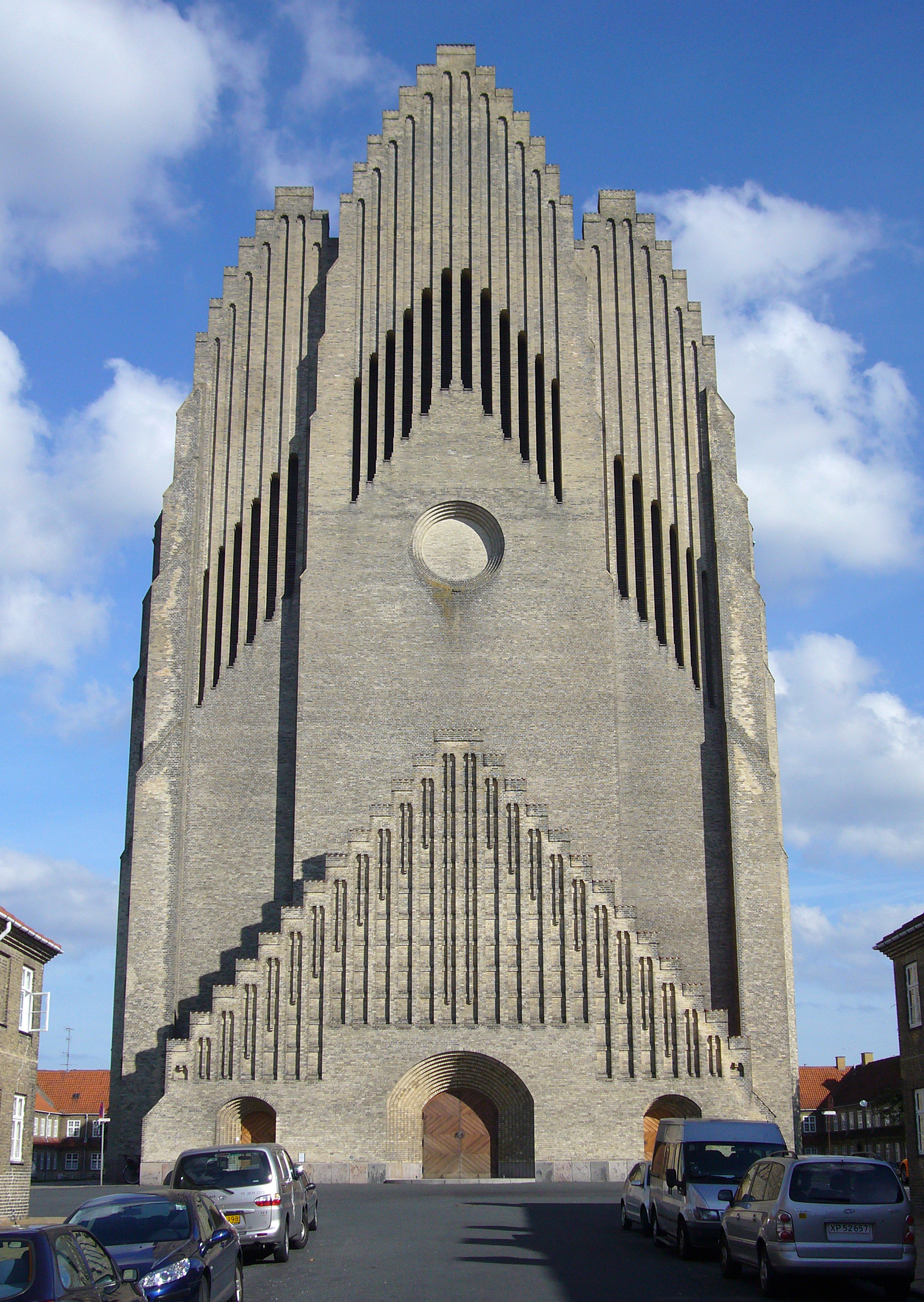
Nhà thờ Grundtvig, Copenhagen

Kiến trúc Đan Mạch có nguồn gốc từ thời đại Viking nhưng bắt đầu được biết đến từ thời Trung cổ khi bắt đầu là nhà thờ và nhà thờ lớn phong cách kiến trúc Roman, sau đó là phong cách kiến trúc Gothic xuất hiện trên khắp cả nước. Được tạo cảm hứng từ các lâu đài Pháp và với sự hỗ trợ của các nhà thiết kế người Đan Mạch, kiến trúc thời Phục Hưng phát triển với nhiều cung điện hoàng gia tráng lệ. Kiến trúc Tân cổ điển đến với Đan Mạch từ Pháp và vào thế kỷ 19 từ từ hòa vào với phong cách Roman Quốc gia khi các nhà thiết kế người Đan Mạch tự nghĩ ra. Tuy nhiên mãi đến thế kỷ 20 các kiến trúc sư Đan Mạch mới bước đến tầm cỡ thế giới với thuyết chức năng rất thành công của họ. Vì vậy có nhiều nhà thiết kết tầm cỡ thế giới hơn như là Johann Otto von Spreckelsen người thiết kế Grande Arche ở Paris. Về mặt quốc tế, có lẽ kiến trúc sư được ca tụng nhiều nhất là người thiết kế ra Nhà hát Opera Sydney, Jørn Utzon, nhưng tại Đan Mạch, người đó là kiến trúc sư Arne Jacobsen người mà có lẽ tự hào nhất về phát triển 'phong cách hiện đại kiểu Đan Mạch', như là những chiếc ghế Thiên nga và Trứng nổi tiếng thế giới. Một làn sóng kiến trúc sư Đan Mạch trẻ đang giành được danh tiếng quốc tế, như Bjarke Ingels với các công trình như Danish National Pavilion ở Expo 2010 Thượng Hải Trung Quốc.

### Nhiếp ảnh

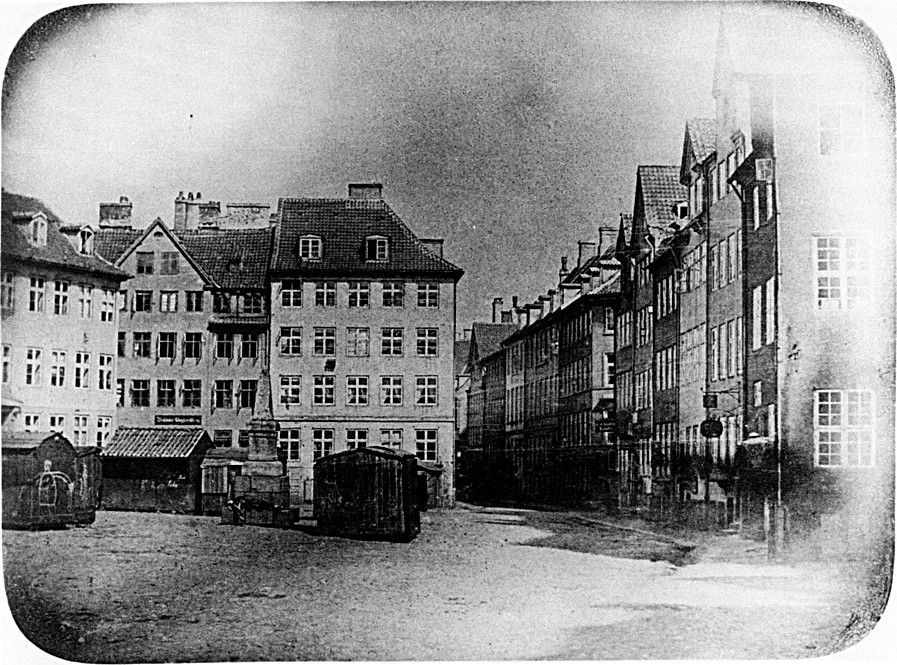
Peter Faber: Ulfeldts Plads, Copenhagen (1840). Bức ảnh cổ nhất của Đan Mạch.

Nhiếp ảnh tại Đan Mạch đã phát triển từ sự bắt đầu của nghệ thuật năm 1839 đến nền nhiếp ảnh đương đại của châu Âu ngày nay. Những người tiên phong như Mads Alstrup và Georg Emil Hansen tạo con đường cho sự phát triển nhanh của nghề này trong nửa cuối của thế kỷ 19 khi cả nhiếp ảnh gia nghệ thuật và in ấn đã có nhiều đóng góp được công nhận tầm cỡ thế giới. Ngày nay những nhiếp ảnh gia Đan Mạch như Astrid Kruse Jensen và Jacob Aue Sobol đang hoạt động cả trong nước và nước ngoài, theo gia vào nhiền triển lãm quan trọng khắp thế giới.

### Thiết kế

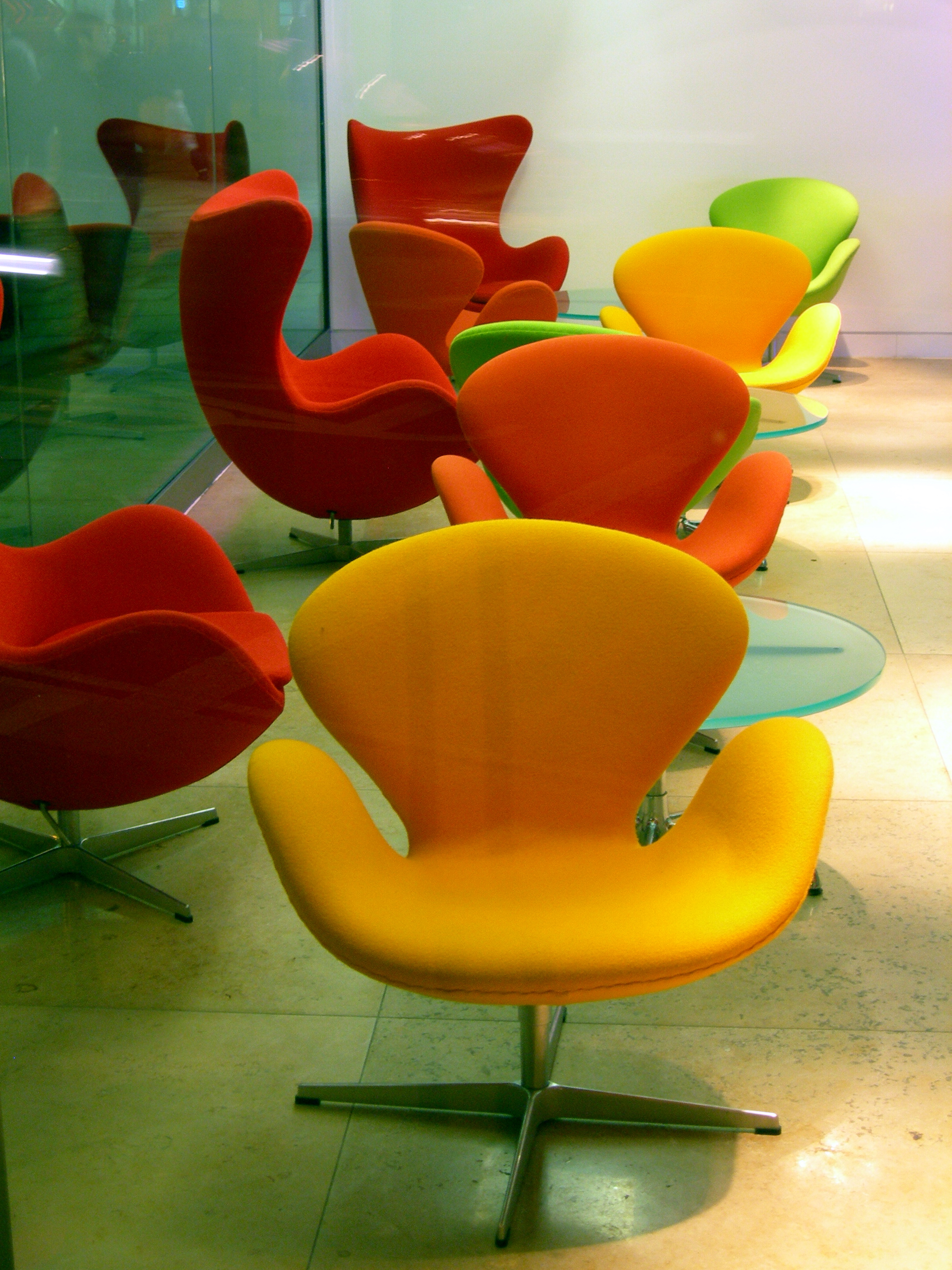
Thiên Nga và Trứng của Arne Jacobsen

Thiết kế kiểu Đan Mạch là thuật ngữ thường được sử dụng để diễn tả phong cách thiết kế và kiến trúc chức năng, thứ được phát triển vào giữa thế kỷ 20, bắt nguồn từ Đan Mạch. Thiết kế kiểu Đan Mạch theo điển hình được áp dụng cho thiết kế công nghiệp và đồ dùng gia đình, chúng dành nhiều giải thưởng quốc tế.
Nhà máy Sứ Đan Mạch ("Royal Copenhagen"), bao gồm Bing & Grøndahl, nổi tiếng với chất lượng của các sản phẩm gốm sứ và các sản phẩm xuất khẩu toàn thế giới. Thiết kế kiểu Đan Mạch cũng là một thương hiệu nổi tiếng, thường gắn liền với các nhà thiết kế và kiến trúc sư như Børge Mogensen (1914–1972), Finn Juhl (1912–1989), Hans Wegner (1914–2007), Arne Jacobsen (1902–1971), Poul Kjærholm (1929–1980), Poul Henningsen (1894–1967) và Verner Panton (1926–1998). Georg Jensen (1866–1935) nổi tiếng về thiết kế đồ đồng hiện đại.
Các nhà thiết kế khác bao gồm Kristian Solmer Vedel (1923–2003) trong lĩnh vực thiết kế công nghiệp, Jens Harald Quistgaard (1919–2008) cho các đồ dùng trong bếp và Ole Wanscher (1903–1985) người có phương pháp thiết kế đồ dùng gia đình cổ điển.
Bảo tàng Nghệ thuật và Thiết kế Đan Mạch tại Copenhagen trưng bày các thiết kể tốt nhất của Đan Mạch.

## Nghệ thuật sân khấu

### Âm nhạc

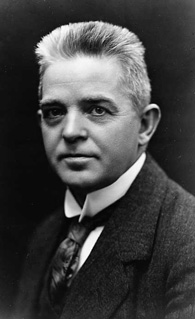
Carl Nielsen (1865–1931)

Nhà soạn nhạc cổ điển nổi tiếng nhất của Đan Mạch là Carl Nielsen, tại nước ngoài ông nổi tiếng nhất với sáu bản giao hưởng, nhưng lại nổi tiếng tại Đan Mạch với giai điệu các bài nhạc pop. Các bản nhạc nổi tiếng khác của ông ấy là âm nhạc cho vở kịch Aladdin (Nielsen) của Adam Oehlenschläger, các bản opera Saul og David và Maskarade, các bản côngxectô cho sáo, vĩ cầm, và clarinet, Wind Quintet, và Helios Overture, thứ mô tả sự di chuyển của Mặt Trời trên trời từ ban ngày đến ban đêm. Ba lê Đan Mạch hoàng gia tập trung vào công việc của biên đạo múa người Đan Mạch August Bournonville (1805–79). Hans Abrahamsen, Per Nørgård và Poul Ruders là những nhà soạn nhạc cổ điển đương đại thành công. Sự quan tâm của Đan Mạch đối với âm nhạc cổ điển được minh hoạ bởi nhà hát opera Copenhagen hoàn thành năm 2000. Nằm ở bờ biển của Copenhagen, nó đã luôn được lấp đầy bởi khách xem nhạc kịch.
Người Đan Mạch cũng nổi bật với âm nhạc nhịp nhàng, với những nhạc công nhạc jazz nổi tiếng như Svend Asmussen, Niels-Henning Ørsted Pedersen, Niels Lan Doky và Marilyn Mazur. Lễ hội jazz Copenhagen đã đạt được danh tiếng quốc tế.
Nhạc pop và rock hiện đại đã có những ban nhạc đáng chú ý như Aqua, D-A-D, The Raveonettes, Michael Learns to Rock, Alphabeat, Medina, Oh Land, Kashmir, Mew, Outlandish và Dúné. Cả Lars Ulrich, người chơi trống của ban nhạc Metallica đã trở thành những nhạc công người Đan Mạch đầu tiên được đưa vào đại sảnh Danh vọng Rock and Roll.

### Điện ảnh
Trong các năm gần đây, phim ảnh Đan Mạch đã đạt được công nhận trong nước và quốc tế. Phim của Gabriel Axel dựa vào bữa tiệc Babette của Karen Blixen được trao giải Oscar năm 1987. Năm 1988, Bille August cĩng nhận giải Oscar vớiPelle the Conqueror dựa trên tiểu thuyết của Martin Andersen Nexø. Tháng 8 năm 1992 Đan Mạch tiếp tục giành chiến thắng Palme d'Or tại Cannes tự truyện của Ingmar Bergman, The Best Intentions
Kể từ cuối những năm 1990, chiến dịch Dogme và những nhân vật như Lars von Trier, Thomas Vinterberg, Søren Kragh-Jacobsen và Lone Scherfig đã tiếp tục đóng góp cho thành công quốc tế của điện ảnh Đan Mạch. Năm 2011, In a Better World của Susanne Bier thắng giải phim tiếng nước ngoài xuất sắc nhất.

### Sân khấu

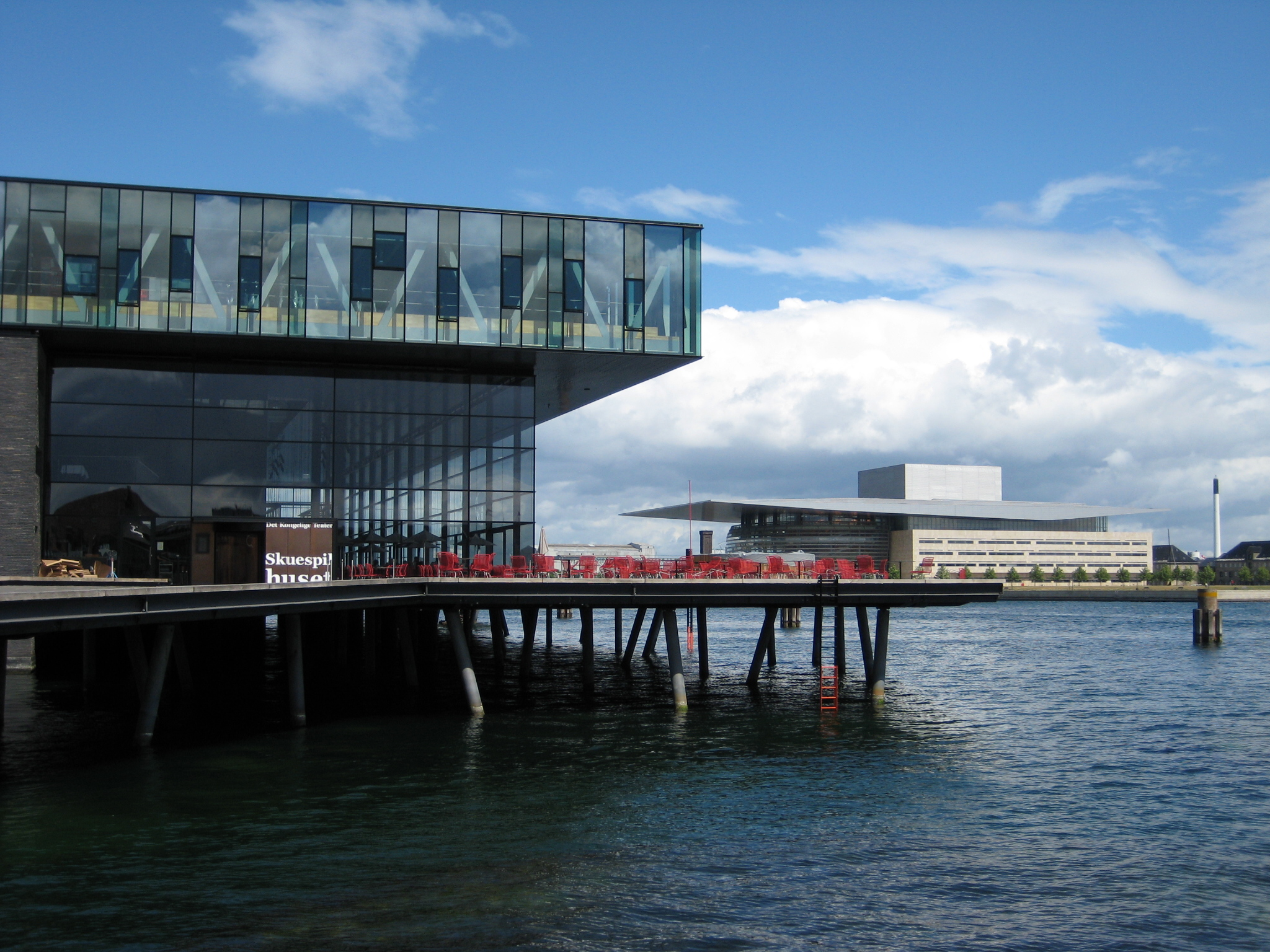
Nhà hát hoàng gia Đan Mạch (trái) và nhà hát opera Copenhagen (sau, trái).

Sân khấu tại Đan Mạch vẫn luôn phát triển nhờ có nhiều rạp hát khắp quốc gia nơi diễn ra các màn trình diễn của cả người Đan Mạch và ngoại quốc. Tàu tấu đàn Nhà hát hoàng gia Đan Mạch có trình diễn kịch, opera, ba lê và âm nhạc. Kể từ thế kỷ 18, các nhà viết kịch người Đan Mạch đã thành công trong việc thu hút sự quan tâm của công chúng.
Ludvig Holberg (1684–1754) được coi là người sáng lập rạp hát của Đan Mạch. hài kịch châm biếm như Jean de France và Jeppe of the Hill vẫn được trình diễn ngày nay.
Adam Oehlenschläger (1779–1850) giới thiệu sự lãng mạn đến cho sân khấu Đan Mạch. Đặc biệt thành công là vở Earl Hakon the Mighty của ông, ra mắt lần đầu năm 1808.
Henrik Ibsen (1828–1906) người Na Uy cũng đến Copenhagen nơi ông sản xuất ra nhiều vở kịch như A Doll’s House (1879).
Trong những năm gần đây, đã có sự hồi sinh của sân khấu Đan Mạch. Nhiều nhà viết kịch và nhà sản xuất mới đã xuất hiện bao gồm Astrid Saalbach (sinh năm 1955), chiến thắng Giải Kịch Bắc Âu năm 2004, và Peter Asmussen (sinh năm 1957), người viết kịch bản phim cho Breaking the Waves của Lars von Trier. Nhạc kịch Đan Mạch cũng là một đặc điểm đặc biệt thành công của sân khấu Đan Mạch hiện đại. Knud Christensen, thường được biết đến là Sebastian, từng đặc biệt thành công với Cyrano (1992), dựa trên vở kịch của và Klokkeren fra Notre Dame (2001) của Rostand. Nhạc kịch Matador (2007) của Bent Fabricius-Bjerre dựa trên bộ phim truyện thành công cùng tên.

### Truyền hình
Truyền hình Đan Mạch cũng đóng góp nhiều phim bộ thành công kể từ những năm 1970. Có lẽ nổi tiếng nhất cả trong nước và quốc tế là bộ phim chính trị Borgen và ba phim truyền hình nhiều tập Forbrydelsen (The Killing, 2007–2012). Forbrydelsen thu hút lượt chia sẻ hơn 30% khán thính giả khi bắt đầu được phát sóng tại Đan Mạch và cả hai phim đều được bán rộng rãi khắp thế giới.

## Khoa học

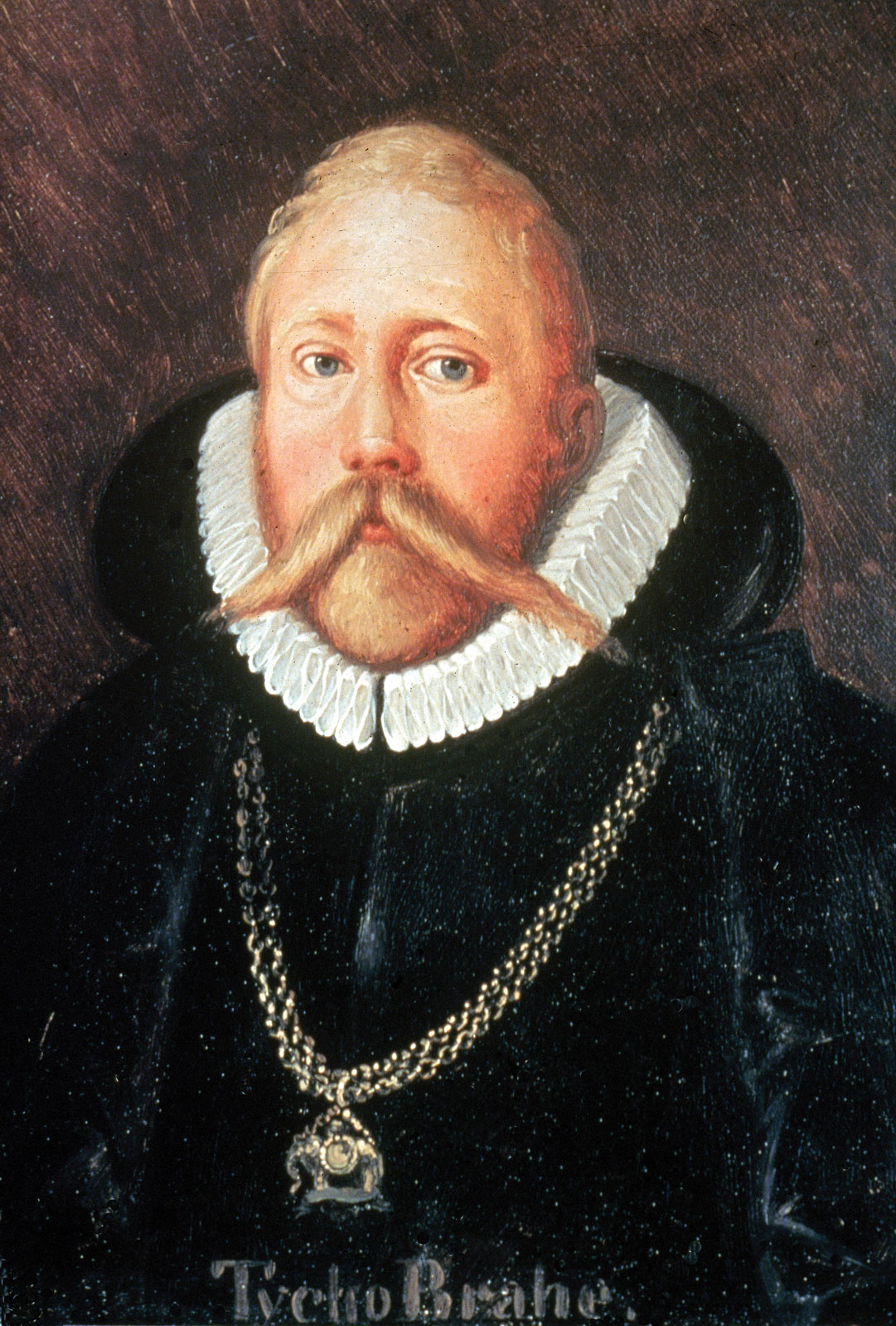
Tycho Brahe nổi tiếng là một nhà thiên văn học, nhà chiêm tinh học và nhà giả kim, và gần đây đã được miêu tả là "Đầu óc có năng lực đầu tiên trong thiên văn học hiện đại để cảm thấy niềm đam mê cháy bỏng đối với các thông tin thực nghiệm chính xác."

Đan Mạch có một truyền thống dài với sự đóng góp khoa học về mọi lĩnh vực, thường là với các khám phá cơ bản. Giới tri thức đã gia nhập cách mạng khoa học châu Âu trong thời tiền phục hưng, với các nhà khoa học nổi bật như Tycho Brahe (1546–1601), Ole Worm (1588–1655), Nicolas Steno (1638–1686) và Ole Rømer (1644–1710).
Các đóng góp cho khoa học đã luôn tiếp diễn trong nhiều thời kỳ, với các khám phá cơ bản của Hans Christian Ørsted (1777–1851), đóng góp cho ngôn ngữ học bởi Rasmus Rask (1787–1832), sự khớp nối định luật bảo toàn năng lượng bởi Ludwig A. Colding (1815–1888), Vilhelm Thomsen (1842–1927), Otto Jespersen (1860–1943) và nhũng người khác, cho đến thời hiện đại với nhưng đóng góp tuyệt vời cho vật lý nguyên tử của Niels Bohr (1885–1962).

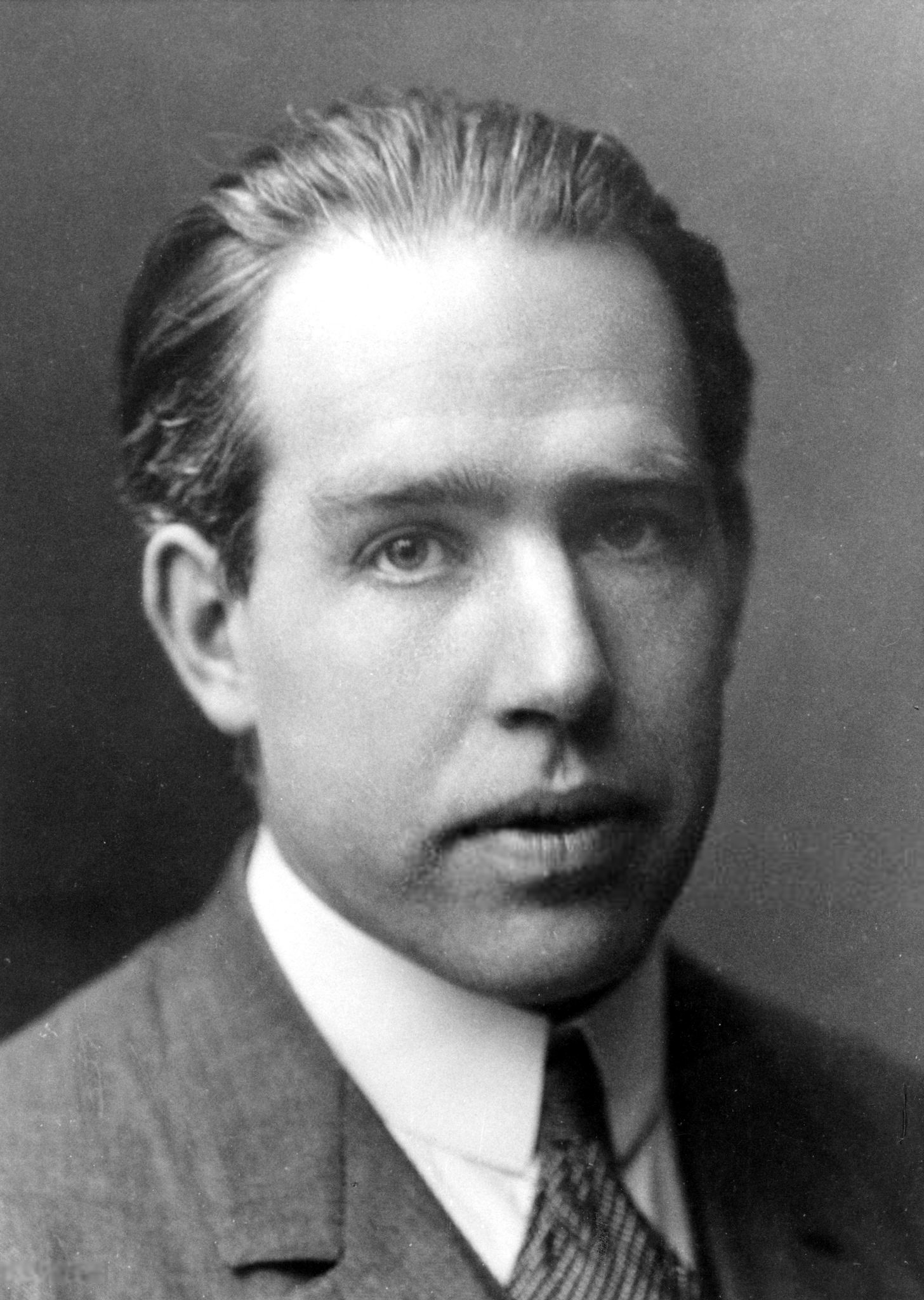
Niels Bohr là một nhà vật lý học nổi tiếng người Đan Mạch, chuyên về vật lý nguyên tử và vật lý lượng tử. Ông ấy đã được miêu tả là một trong những nhà khoa học có ảnh hưởng nhất của thế kỷ 20. Ông ấy cũng liên quan đến Dự án Manhattan.

Niels Bohr thành lập một số học viện liên quan đến vật lý lượng tử và đã thu hút và thúc đẩy một môi trường khoa học quốc tế quan trọng và lâu bền tại quốc gia này. Nơi này từ đó đã đưa ra nhiều khám phá và phát triển quan trọng trong vật lý, vật lý thiên văn, hóa học, toán học, kỹ thuật và đặc biệt là vật lý lượng tử, quang học lượng tử và công nghệ nano. Có nhiều nhà khoa học nổi bật ở đây bao gồm Bengt Strömgren (1908–1987), Aage Bohr (1922–2009), Holger Bech Nielsen (born 1941) và Lene Vestergaard Hau (born 1959).
Ngành khoa học địa chất đã có những đóng góp từ những nhà khoa học như Inge Lehmann (1888–1993), người sử dụng địa chấn học để cho thấy lõi trong của Trái Đất năm 1936.
Ngành khoa học trẻ khảo cổ học cũng có nhiều đóng góp từ Đan Mạch, những học giả nổi bật gồm Sophus Müller, Georg F.L. Sarauw, J.J.A. Worsaae vàPeter Glob. Những đóng góp thường về chủ đề môi trường cơ bản, như là khám phá về đống rác bếp hoặc xác lún trong bùn. Christian Jürgensen Thomsen phát triển và giới thiệu hệ ba thời đại được công nhận toàn cầu, chia thời tiền lịch sử thành thời đại đồ đá, thời đại đồ đồng và thời đại đồ sắt. Các nhà khảo cổ học Đan Mạch đã có nhiều khám phá cốt yếu như văn hóa Kongemose, văn hóa Maglemosia và văn hóa Ertebølle của thời đại đồ đá Bắc Âu và chắc chắn là Thời đại Viking. Với sự tham gia lớn của quốc tế và truyền thống lâu đời của các hợp tác liên ngành với các nhà nhân chủng học, nhà địa chất học, nhà động vật học, nhà thực vật học, nhà khảo cổ và lịch sử gia, các nhà khảo cổ học người Đan Mạch đã và đang đóng góp trong mọi thể loại khảo cổ học khắp thế gwiosi, như ở Trung Đông (Peter Glob, Peter Rowley-Conwy), vùng Địa Trung Hải (Peter Oluf Brøndsted, Jörgen Zoega) châu Mỹ (Peter Wilhelm Lund, Frans Blom, Rane Willerslev) và vùng Nam Cực (Therkel Mathiassen, Erik Holtved, Eigil Knuth).
Người Đan Mạch cũng có những đóng góp lớn về lĩnh vực khoa học máy tính. Một số nhân vật nổi bật bao gồm: Per Brinch Hansen, được biết đến với thuyết lập trình đồng quy; Bjarne Stroustrup, người phát minh ngôn ngữ lập trình C++; Janus Friis, người đồng sáng lập Skype; Jens và Lars Rasmussen, người đồng sáng lập Google Maps; và Peter Naur, người đóng góp cho ALGOL 60 và nhận giải Turing.

## LGBT

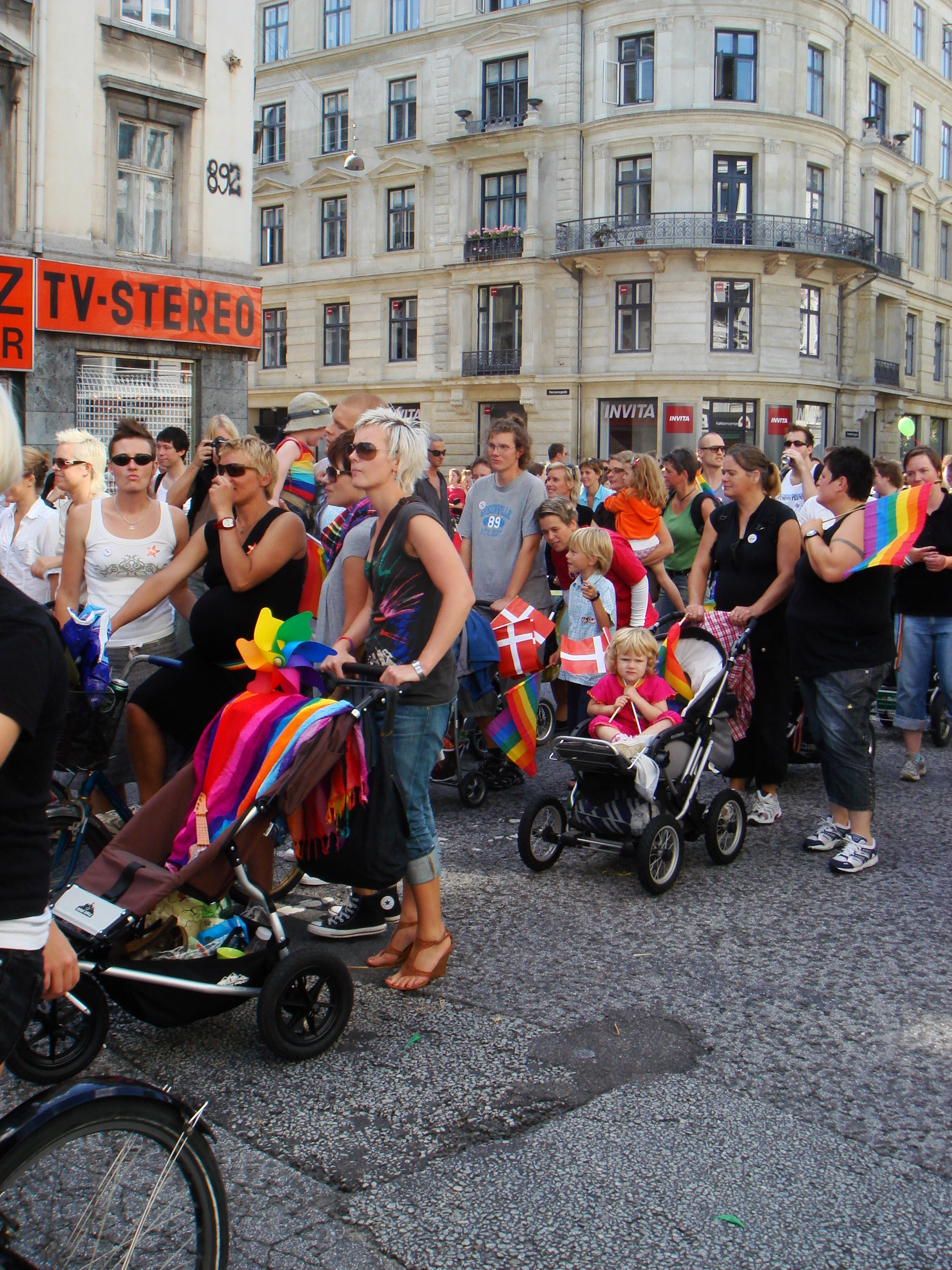
Diễu hành đồng tính Copenhagen, 2008

Công bằng xã hội, bao gồm bình đẳng giới, được ưu tiên ở Đan Mạch. Người Đan Mạch có vẻ chấp nhận các giới tính thiểu số.
Copenhagen là một điểm đến phổ biến của du khách người đồng tính nữ và song tính luyến ái. Lễ hội đồng tính chính trong năm là diễu hành đồng tính Copenhagen, một lễ hội giống như Mardi Gras diễn ra vào một thứ 7 đầu tháng 8. Cũng có lễ hội phim đồng tính nam và nữ, được tổ chức mỗi năm vào tháng 10. Ngoài ra, Copenhagen đã là nhà tổ chức World Outgames 2009. LBL (Landsforeningen for Bøsser og Lesbiske, một tổ chức quốc gia dành cho người đồng tính) được thành lập năm 1948, và năm 1989 Đan Mạch trở thành quốc gia đầu tiên cung cấp luật cho cặp đôi đồng tính gần như giống với cặp đôi dị tính, ở hình thức "kết hợp dân sự."
Hôn nhân đồng giới trở nên hợp pháp ở Đan Mạch vào ngày 15 tháng 6 năm 2012, sau khi quốc hội Đan Mạch bầu đồng ý vào ngày 7 tháng 6, bao gồm Giáo hội Đan Mạch.
Luật nuôi con nuôi có tính tự do hơn so với các nước phương Tây khác và thể hiện tình cảm công khai giữa những người đồng giới ít gây ra sự tức giận hơn. Vào tháng 3 năm 2009 người đồng giới nhận con nuôi được hợp pháp hóa.